# Isla Visokoi
La isla Visokoi es una isla cubierta de hielo y de forma ovalada que integra el archipiélago Marqués de Traverse, el cual a su vez forma parte de las islas Sandwich del Sur en el océano Atlántico Sur.
En esta isla se ubica uno de los puntos que determinan las líneas de base de la República Argentina, a partir de las cuales se miden los espacios marítimos que rodean al archipiélago.
La isla nunca fue habitada ni ocupada, y como el resto de las Sandwich del Sur es reclamada por el Reino Unido que la hace parte del territorio británico de ultramar de las Islas Georgias del Sur y Sandwich del Sur, y por la República Argentina, que la hace parte del departamento Islas del Atlántico Sur dentro de la provincia de Tierra del Fuego, Antártida e Islas del Atlántico Sur.

## Geografía
El área total de la isla es de 35 km², que tiene una longitud de 7,2 km y 4,8 km de ancho. El Derrotero Argentino reporta que la isla posee una forma compacta y redondeada con costas muy escarpadas. La isla tiene forma ovalada, con un diámetro mayor de 8,3 km y el menor de 5,5 km. 
Culmina en el monte Hodson, un estratovolcán de 1005 m s. n. m. (915 m s. n. m. según el Servicio de Hidrografía Naval de Argentina)) que ha hecho erupción en 1830 y en 1930, y cuyo nombre fue puesto en homenaje al gobernador colonial británico de las islas Malvinas y Dependencias entre 1926 y 1930, Arnold Wienholt Hodson. Su cima siempre está cubierta de nieves o vapor y ventisqueros. En algunas épocas se ha reportado actividad volcánica, aunque generalmente la isla se encuentra cubierta de hielos con ventisqueros que descienden al mar.
La punta Irving es el extremo oriental de la isla, y fue nombrada por el comandante y explorador británico John J. Irving. El extremo norte es la punta Dedo, el sur la punta Mijáilov, y al occidente se hallan la punta Sulfuro y la punta Wordie. En la costa noreste se encuentra la roca Ataúd y el acantilado Montura.
En la costa noroeste de la isla, hay una roca cuya forma semeja un centinela, siendo llamada Gran Pináculo por la fragata argentina ARA Hércules en 1952.
El 16 de febrero de 2015, un sismo de 6,2 grados de magnitud se registró a 146 km al NNO de la isla Visokoi, a una profundidad de 10 km y a una intensidad Mercalli de I, generando una alerta de tsunami local.

## Descubrimiento y toponimia
La isla Visokoi fue descubierta por el explorador ruso Fabian Gottlieb von Bellingshausen el 4 de enero de 1820, quien la llamó Torson en homenaje al teniente Konstantín Torson del barco Vostok. Como Torson se vio involucrado y murió en la Revuelta decembrista contra el gobierno ruso en San Petersburgo en 1825, la isla fue renombrada Visokoi, que se traduce del idioma ruso como alta. 
El historiador ruso V. Sinyukov se ha mostrado a favor de reponer el nombre original de la isla. El 12 de diciembre de 1830 el estadounidense James Brown en el barco Pacific redescubrió la isla, y la llamó Willey's Island, ya que desconocía la exploración de Bellinghausen. El nuevo topónimo no perduró.

## Historia
En 1908 Carl Anton Larsen, noruego y fundador de la Compañía Argentina de Pesca en Grytviken, investigó la isla en busca de lugares potenciales para bases de la industria ballenera.
En febrero de 1952, las fragatas argentinas ARA Hércules y ARA Sarandí recorrieron sus costas como parte de la denominada Operación Foca dentro de la campaña antártica argentina de 1951-1952.
El primer desembarco conocido en la isla fue realizado por un helicóptero del HMS Protector en 1956, que volvió a hacerlo en 1960, 1962, y 1964. Otro desembarco fue realizado por el RRS Shackleton en 1961. En 1997 el rompehielos británico HMS Endurance realizó una investigación geológica y biológica en el archipiélago.